# Víctor Arriazu y Calleja
Víctor Arriazu y Calleja   (Barcelona, 1935 - Puerto de la Cruz, 27 d'abril de 1997) fou un pintor i un dels principals dibuixants i entintadors dels còmics espanyols El Capitán Trueno i El Jabato. És conegut com un dibuixant, de còmic d'Acció o d'aventures, vinculat al segell Bruguera, a la dècada dels seixanta.

## Biografia
Neix a Barcelona el 1935 en el si d'una família benestant pertanyent a l'aristocràcia rural navarresa i molt vinculada al carlisme. Víctor Arriazu i Calleja era net de l'IV Marquès de Mendiri, Comte d'Abarzuza i cavaller de l'Ordre de la Legitimitat proscrita don Víctor de Arriazu i Mendiri. Així mateix, l'artista estava emparentat per línia materna amb don Saturnino Calleja Fernández fundador de la famosa editorial Calleja. Als divuit anys ingressà a l'Escola Massana de Barcelona, on va cursar els estudis de Belles Arts. El 1958 donada la seva gran amistat amb Víctor Mora, el creador de El Capitán Trueno i El Jabato, entrà en el seu equip col·laborant en la tasca de portadista i entintador juntament amb Francisco Darnís.
Després de Jaume Juez, Arriazu, fou el següent entintador, dels quaderns de la sèrie, El Jabato. Va entintar des del nº 298 fins al 331, com entintador, va seguir amb fidelitat el llapis de Darnis, però a diferència de l'etapa de Jaume Juez, que era més detallista, la d'Arriazu, és una línia més clara.
Portà a terme aquest treball fins al 1968 data en la qual es veu obligat a abandonar-lo per raons de salut. Des de llavors es dedicà a la pintura i a exposar la seva obra.
Morí a la localitat canària de Puerto de la Cruz on residia per causa d'un infart de miocardi. Està sebollit al Cementiri de Montjuïc.

## Obra i Personatges
Pels quaderns d'El Jabato, Arriazu, hi va fer tasques d'entintat, a les pàgines dibuixades per Francisco Darnís, però per aquest personatge, també en va dibuixar, en concret va ser a la Revista, El Capitan Trueno Extra, als números, 197 al 199, 201 al 203 i el 210 al 212. La primera i la tercera historieta, presumiblement amb guió de José Antonio Vidal Sales(cassarel) i la segona és segur que és amb guió d'aquest.
Llistat de publicacions, on Víctor Arriazu, hi ha participat, en part o en la seva totalitat.
| Anys | Títol              | Guionista   | Tipo            | Editorial   | Notes                          |
| ---- | ------------------ | ----------- | --------------- | ----------- | ------------------------------ |
| 1959 | Quiniela del saber | sense dades | sense dades     | sense dades | A la revista, DDT(col·lectiva) |
| 1963 | Jim Sullivan       | sense dades | Quadern         | Bruguera    | a El Jabato Extra              |
| 1958 | El Jabato          | sense dades | Quadern apaïsat | Bruguera    | a Superaventuras               |